# Val Logsdon Fitch
Val Logsdon Fitch (Merriman, Nebraska, 10 de marzo de 1923-Princeton, Nueva Jersey, 5 de febrero de 2015) fue un físico estadounidense galardonado con el Premio Nobel de Física en 1980.

## Biografía
Nació el 10 de marzo de 1923 en la ciudad de Merriman, situada en el estado norteamericano de Nebraska. Estudió ingeniería en la Universidad McGill, donde se licenció en 1948. En 1954 se doctoró en física en la Universidad de Columbia.

## Investigaciones científicas
Durante la Segunda Guerra Mundial participó en el Proyecto Manhattan de Los Álamos. 
Junto a James Cronin realizó diversos experimentos acerca de las reacciones subatómicas, observando como estas a menudo no cumplen los principios fundamentales de la simetría. Con la observación en 1964 del análisis de las partículas kaones vieron como las reacciones hechas en sentido inverso no seguían la misma trayectoria que la reacción original, lo que mostró que las interacciones de las partículas subatómicas no son independentes del tiempo. Esta formulación recibió el nombre de violación CP.
En 1980 junto con Cronin fue galardonado con el Premio Nobel de Física por sus descubrimientos acerca de la violación de los principios de la simetría en la partícula kaón.